# يان روس (لاعب كرة قدم)
يان روس (بالإنجليزية: Ian Ross)‏ (13 يناير 1986 بشفيلد في المملكة المتحدة - ) هو لاعب كرة قدم بريطاني في مركز الوسط. لعب مع شيفيلد يونايتد ونادي بوري ونادي روذرهام يونايتد ونوتس كاونتي ونادي غاينسبورو ترينيتي وAlfreton Town F.C. ‏ ونادي هاروجيت تاون ونادي بوسطن يونايتد.

## وصلات خارجية
- يان روس على موقع قاعدة بيانات كرة القدم.إي يو (الإنجليزية)
- يان روس على موقع Soccerbase.com (لاعب) (الإنجليزية)